# Élections législatives thaïlandaises de 2014
Les élections législatives thaïlandaises de 2014 se tiennent le 2 février afin de renouveler les 500 sièges de la Chambre des représentants.

## Contexte
Les élections législatives ont été anticipées par la Première ministre Yingluck Shinawatra pour mettre un terme à la crise déclenchée par le projet de loi d'amnistie présenté début novembre 2013.

## Mode de scrutin
La constitution de 2007 préparée par la junte et adoptée en 2007 a doté le pays d'un parlement bicaméral composé d'une chambre basse, la Chambre des représentants, et d'une chambre haute, le Sénat. 
La chambre des représentants est composée de 500 sièges pourvus tous les quatre ans selon un mode de scrutin mixte. Sur les 500 sièges, 350 sont ainsi pourvus au scrutin uninominal majoritaire à un tour dans autant de circonscriptions électorales, tandis que les 150 sièges restants le sont au scrutin proportionnel plurinominal de liste.

## Résultats
Les élections sont fortement perturbées par les opposants qui empêchent l'ouverture de 10 000 bureaux de vote.
Les résultats du scrutin ne furent jamais annoncés.